# Samuel Julius Ottow

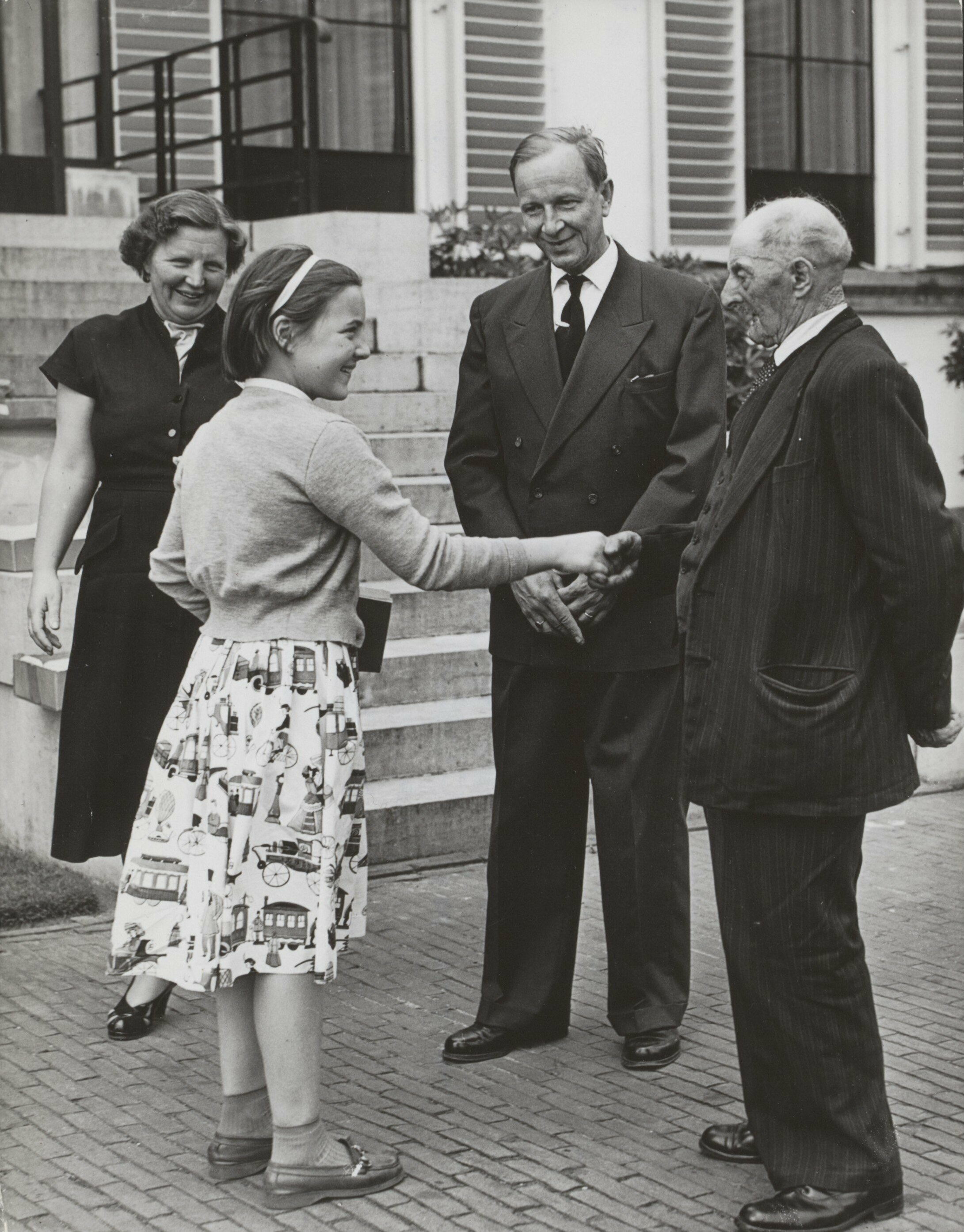
Prinses Margriet begroet de 96-jarige Hendrik van Dalen uit Boekel met daarachter burgemeester S.J. Ottow (1955)

Samuel Julius Ottow (Soemenep, 2 november 1904 – Rosmalen, 4 oktober 1993) was een Nederlands politicus.
Hij werd geboren op een eiland nabij Soerabaya in het toenmalig Nederlands-Indië als zoon van Johann Carl Gottlob Ottow (1861-1945) en Adriana Hendrijntje van der Sluijs (1864-1905). Hij is in 1929 in de Indologie afgestudeerd aan de Rijksuniversiteit Utrecht en daarna ging hij werken bij het Binnenlands Bestuur van Nederlands-Indië. In 1937 is hij aan dezelfde universiteit gepromoveerd op het proefschrift De oorsprong der conservatieve richting - Het kolonisatie-rapport Van der Capellen, uitgegeven en toegelicht. In Nederlands-Indië zou hij het brengen tot assistent-resident. Nadat Indonesië in 1949 onafhankelijk was geworden keerde hij terug naar Nederland.
Ottow werd in 1954 burgemeester van Boekel wat hij zou blijven tot zijn pensionering eind 1969. Kort daarvoor kwam hij landelijk in het nieuws omdat hij voorgesteld had om de Rijkspolitie te laten assisteren door een burgerknokploeg in de strijd tegen vandalisme. Ottow overleed in 1993 op 88-jarige leeftijd.